# Jacques Bakker
Jacques Bakker (Antwerpen, 1942), ook bekend onder het pseudoniem Yaack, is een Belgische stripscenarist. Voor Studio Vandersteen schreef hij ongeveer vierhonderd verhalen in totaal voor de reeksen Jerom, Bessy en Karl May. Hij werkte onder meer samen met het undergroundcollectief ERCOLA en Walt Disney Studios.

## Carrière
Bakker volgde de technische handelsschool in Mortsel omdat het idee was dat hij zijn vader zou opvolgen in diens schilder- en decoratiezaak. Daarna studeerde hij journalistiek in Brussel. In 1967 wist Bakker een baan te krijgen als scenarioschrijver bij Willy Vandersteen voor de Jerom-verhalen, die in Duitsland steeds meer populair werden. Zijn eerste Jerom verhaal was De vuurberg van Itihat (nummer 18). Doordat Paul Geerts een paar maanden hierna de reeks overnam en zijn eigen verhalen ging verzinnen, werd de overeenkomst tussen Bakker met Vandersteen opgezegd. Dit was echter maar tijdelijk toen bleek dat Geerts het werk alleen niet aankon door de grote vraag. Tussen 1967 en 1971 schreef Bakker ongeveer vijftig verhalen voor Jerom, de gouden stuntman. Ronald Grossey schatte dit aantal in zijn boek Studio Vandersteen: Kroniek van een legende 1947-1990 in als ongeveer dertig verhalen. Tussen 1971 en 1984 schreef Bakker iets van driehondervijftig verhalen voor de reeksen Bessy en Karl May.
Eind jaren zestig van de 20e eeuw raakte Bakker betrokken bij het undergroundcollectief ERCOLA (Experimental Research Center of Liberal Arts), dat het tijdschrift Spruit uitbracht. Hij schreef voor hen het scenario van Beethoven en de Visser.
In 1969-1970 leerde Bakker Eddy Ryssack kennen. Ryssack nam contact met hem op toen zijn vaste scenarist Frans Buissink beide armen had gebroken en daardoor geen nieuw scenario kon leveren. Bakker schreef voor Ryssacks reeks Brammetje Bram het verhaal De gevangenen van het Duivelseiland dat in 1973-1974 in het stripblad Sjors werd gepubliceerd.
Bakker schreef in 1977 het scenario voor De Bobbejaansstory over Vlaamse zanger Bobbejaan Schoepen op verzoek van Jeff Broeckx.
In 1981 leverde Bakker een paar gags aan voor Jean-Pols verhaal Het schildpaddeneiland in de stripreeks Kramikske.
In 1982 maakte Bakker enige kortverhalen voor Walt Disney Studios over Mickey Mouse en Donald Duck.
In 1984 werkte Bakker samen met tekenaar Dirk Michiels, waar hij gags en een lang verhaal over ridder Arjaan voor schreef. Michiels werkte samen met Luc Morjaeu onder de gezamenlijke naam Mormic; ze tekenden gags over Jacobus en Corneel, waar ook Bakker aan bijdroeg. Vervolgens maakte het drietal een bewerking in 1990 en vervolgens een reeks over Erik of het klein insectenboek.
Verder leverde Bakker scenario's voor menige reclamestrip van Suske en Wiske. Voor Robert en Bertrand schreef hij de verhalen De Friese elfstedentocht (1986, nummer 72) en Een toren voor Parijs (1987, nummer 74), die door Ron Van Riet werden getekend. Hij leverde ook twee scenario's voor Van Riet over de bendeleider Jan de Lichte.
Met Yurg maakte Bakker tussen 1983 en 1993 de reeks Slimmeke Slim die werd gepubliceerd in de Gazet van Antwerpen. Aan het begin van de 21e eeuw werd de reeks in albumvorm uitgegeven door uitgeverij Bonte. De reeks kent zes lange verhalen.
Bakker was in de jaren negentig van de 20e eeuw scenarioschrijver voor de reeks Scorpio van Robert Wuyts, een reeks over een Schotse avonturier in Afrika. Van deze reeks verschenen drie verhalen. Hierna volgden met Wuyts zeven korte verhalen in de reeks Safari Hotel in het Suske en Wiske-weekblad.
- Virtual International Authority File: 39166060271180321378